# 大阪大学医療技術短期大学部
大阪大学医療技術短期大学部（おおさかだいがくいりょうぎじゅつたんきだいがくぶ、英語: Osaka University College of Bio-Medical Technology）は、大阪府豊中市待兼山町1-1に本部を置いていた日本の国立大学である。1967年に設置され、1996年に廃止された。大学の略称は大阪大学関係者の間では医短（いたん）・医技短（いぎたん）。

## 概要

### 大学全体
- 大阪府豊中市に所在した日本の国立短期大学で、併設元は大阪大学医学部。
- 1967年6月に開学[注 1]。3つの学科を擁していた。
- 1993年度の入学生を最後に[注釈 2]、1996年に短期大学としての使命を終える[注釈 3]。

### 建学の精神（校訓・理念・学是）
- 大阪大学を参照。

### 教育および研究
- 元々大阪大学には、医学部付属看護学校、診療エックス線技師学校、衛生検査技師学校が存在しており、それぞれ専門医療従事者の育成を行っていた。

### 学風および特色
- 大阪大学医療技術短期大学部は、医療技術の急速な進歩に対応し得る、より高度な知識・技術を持った医療従事者の育成を目的として、これら学校を発展的に解消・統合させる形で設置された。
- 経緯上、大阪大学に「併設」という設置形態であり、また様々な面で大阪大学と一体的な運営がなされていたものの、建前としては独立した一個の大学である（短期大学部の長が「学長」であるのは、その現れである）。

## 沿革
- 1898年
  - 4月1日 大阪医学校附属看護婦養成所の開設[4]。
- 1952年
  - 4月 大阪大学医学部附属診療エックス線技師学校の開設。
- 1965年
  - 4月 大阪大学医学部附属衛生検査技師学校の開設。
- 1967年
  - 6月1日 大阪大学医療技術短期大学部が以下の学科体制にて開学する[5]。
    - 看護科 入学定員80名
    - 診療放射線技術科 入学定員40名
    - 衛生技術科 入学定員40名
- 1976年
  - 4月1日 学科名の変更あり[6]。
    - 看護科→看護学科
    - 診療放射線技術科→診療放射線技術学科
    - 衛生技術科→衛生技術学科
- 1993年
  - 4月1日 この年度で学生募集を最終とする[注釈 2]。
- 1996年
  - 3月31日 左記をもって正式に廃止とする[注釈 3]。

## 基礎データ

### 所在地
- 大阪府豊中市待兼山町1-1[注釈 1]

### 象徴
- 大阪大学を参照。

## 教育および研究

### 組織

#### 学科[注 2]
- 看護学科 入学定員80名
- 診療放射線技術学科 入学定員40名
- 衛生技術学科 入学定員40名

#### 専攻科
- なし

#### 別科
- なし

#### 取得資格について[8]
受験資格
- 看護婦・看護士：看護学科
- 診療放射線技師：診療放射線技術学科
- 臨床検査技師：衛生技術学科

#### 年度別学生数
| -        | 看護学科  | 診療放射線技術学科 | 衛生技術学科 | 出典     |
| -------- | --------- | ------------------ | ------------ | -------- |
| 入学定員 | 80        | 40                 | 40           | -        |
| 総定員   | 240       | 120                | 120          | -        |
| 1968年   | 男2 女133 | 男60 女10          | 男23 女69    | [ 9 ]    |
| 1970年   | 男6 女170 | 男81 女27          | 男15 女114   | [ 10 ]   |
| 1971年   | 男4 女191 | 男90 女30          | 男10 女109   | [ 11 ]   |
| 1972年   | 男3 女205 | 男89 女28          | 男5 女114    | [ 12 ]   |
| 1973年   | 男3 女220 | 男100 女23         | 男2 女120    | [ 13 ]   |
| 1975年   | 男4 女189 | 男105 女22         | 男9 女117    | [ 14 ]   |
| 1976年   | 男2 女197 | 男101 女25         | 男12 女107   | [ 15 ]   |
| 1977年   | 男2 女206 | 男98 女32          | 男13 女102   | [ 16 ]   |
| 1978年   | 男5 女202 | 男97 女31          | 男16 女95    | [ 17 ]   |
| 1979年   | 男7 女216 | 男93 女26          | 男17 女98    | [ 18 ]   |
| 1980年   | 男8 女216 | 男90 女27          | 男13 女105   | [ 19 ]   |
| 1981年   | 男8 女233 | 男90 女32          | 男15 女112   | [ 20 ]   |
| 1982年   | 男5 女241 | 男85 女41          | 男12 女111   | [ 21 ]   |
| 1983年   | 男3 女235 | 男83 女37          | 男15 女111   | [ 22 ]   |
| 1984年   | 男3 女240 | 男82 女38          | 男9 女111    | [ 23 ]   |
| 1985年   | 男3 女243 | 男97 女31          | 男10 女107   | [ 24 ]   |
| 1986年   | 男1 女244 | 男102 34           | 男14 女111   | [ 25 ]   |
| 1987年   | 男1 女241 | 男110 女36         | 男17 女108   | [ 26 ]   |
| 1988年   | 男1 女240 | 男95 女39          | 男13 女110   | [ 27 ]   |
| 1989年   | 男1 女243 | 男93 女36          | 男15 女102   | [ 28 ]   |
| 1990年   | 男1 女248 | 男90 女35          | 男14 女106   | [ 29 ]   |
| 1991年   | 男1 女246 | 男88 女35          | 男17 女103   | [ 30 ]   |
| 1992年   | 男2 女244 | 男84 女36          | 男11 女109   | [ 注 4 ] |
| 1993年   | 男5 女233 | 男79 女39          | 男8 女116    | [ 32 ]   |
| 1994年   | 男5 女152 | 男52 女26          | 男4 女79     | [ 33 ]   |
| 1995年   | 男4 女76  | 男25 女15          | 男2 女39     | [ 34 ]   |

### 研究
- 『大阪大学医療技術短期大学部研究紀要 人文科学篇』[35]
- 『大阪大学医療技術短期大学部研究紀要 自然科学・医療科学篇』[36]
- 『細胞間マトリックス成分によるマウス胎仔唾液腺上皮の形態形成の制御』[37]ほか。

## 学生生活

### 部活動・クラブ活動・サークル活動
- 大阪大学医療技術短期大学部において活動していたクラブ活動は文科系体育系クラブがあり阪大生とは独自の活動が行われていたが、クラブ数は限られており、阪大のクラブに加入する学生も少数なからずいた。

### 学園祭
- イタンの学園祭は本学とは独自にクラブを中心に模擬店などを開催した。大阪大学を参照。

## 大学関係者と組織

### 大学関係者組織
- 生活協同組合は短期大学部独自のものではなく、関係者は大阪大学生活協同組合に加入していた。

### 大学関係者一覧

#### 大学関係者
- 岡田實：1967年6月 - 1969年5月
- 釜洞醇太郎：1969年8月 - 1975年8月
- 山村雄一：1979年8月 - 1985年8月
- 熊谷信昭：1985年8月 - 1991年8月
- 金森順次郎：1991年8月 - 廃止まで

#### 出身者
- 松本光弘：診療放射線技術学科卒業。現在、大阪大学大学院准教授。

## 施設

### キャンパス
- 短期大学部が置かれていたのは、大阪帝国大学医学部付属医院石橋分院の跡地である[注 5]。この場所は、大阪大学豊中キャンパスの中でも最西端に位置し、待兼山の西側斜面一帯がキャンパスであった。
- 現在、大阪大学総合学術博物館として使用されている建物（待兼山修学館）は、嘗ての短期大学部本館である[注 6]。また、現在阪大坂下の駐輪場として整備されている一帯には、大教室や、小規模ながら図書室や食堂といった施設が設けられていた。一方、これら施設が待兼山の麓、阪大坂入り口付近にあったのとは対照的に、講義室棟は待兼山を山頂へと登っていく途中に設置されていた。例外的にではあるが、阪大の一般教養科目が医短講義室で開講されることもあった。

## 対外関係

### 系列校
- 大阪大学

## 卒業後の進路について

### 就職について
- 大半は、専門職を活かした職に就いているものとみられる。